# Список гірських вершин Альп вище 4000 метрів

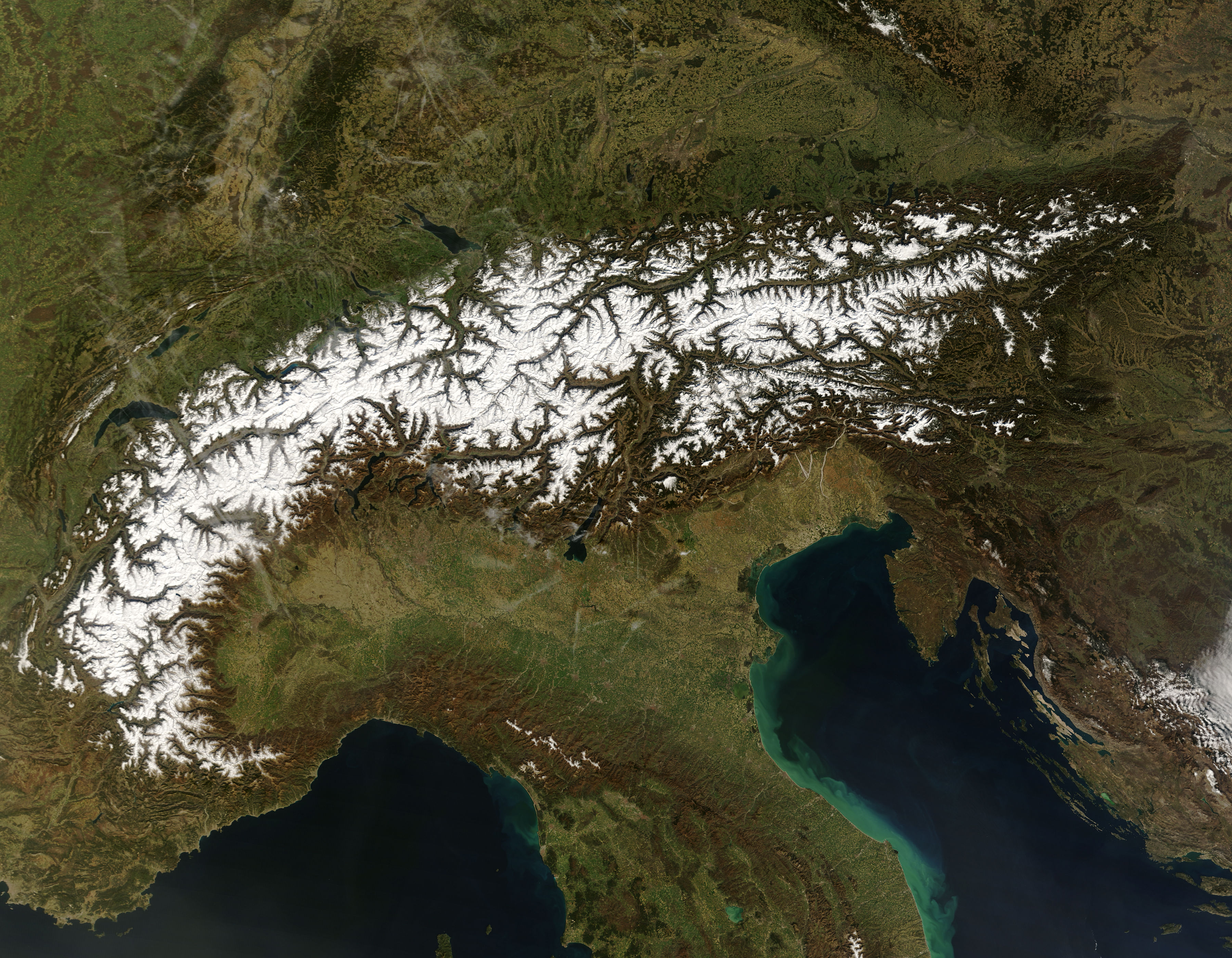
Вид на гірську систему Альпи з космосу

Список гірських вершин Альп вище 4000 метрів містить вершини гірської системи Альпи висотою від 4000 метрів над рівнем моря. Список складений на основі офіційного рейтингу Міжнародного союзу альпіністських асоціацій (UIAA), випущеного в 1995 році, і містить 82 головні вершини в офіційному списку і 46 другорядних вершин в розширеному. Всі альпійські вершини-чотиритисячники розташовані на території трьох країн: Франції, Італії та Швейцарії. Найвищою вершиною є вершина Монблан заввишки 4810 метрів над рівнем моря, розташована в однойменному гірському масиві Монблан на кордоні Франції та Італії.

## Принципи складання списку
Рейтинг був складений Міжнародним союзом альпіністських асоціацій (UIAA) в 1994 році. Причиною складання рейтингу, за твердженням UIAA, стала відсутність єдиного узгодженого списку альпійських вершин висотою 4000 і більше метрів над рівнем моря. Робоча група, що складалася з представників трьох країн (Франції, Італії та Швейцарії), на території яких розташовані такі вершини, розробила підхід, згідно з яким було складено офіційний список вершин-чотиритисячників, а також розширений список.
Включення вершини в офіційний список ґрунтувалося на таких критеріях:
- Топографічний критерій. Відносна висота вершини (відстань по вертикалі між вершиною і найвищим перевалом або іншою точкою доступу поруч з вершиною) повинна бути не менше 30 метрів. Як додатковий критерій також розглядалася відстань по горизонталі від вершини до найближчого чотиритисячника.
- Морфологічний критерій. Врахування загальної морфології і особливостей вершини, особливо для другорядних вершин.
- Альпіністський критерій. Прийняття до уваги важливості вершини з точки зору альпінізму: складність маршрутів, історична значимість, частота сходжень на вершину.

Практично всі вершини висотою 4000 метрів над рівнем моря і більше, які відповідають топографічному критерію, включалися в офіційний список незалежно від виконання морфологічного і альпіністського критеріїв. Було лише кілька винятків з цього правила, наприклад, вершина Гран-Жандарм поруч з вершиною Вайсгорн була включена лише в розширений список, хоча її відносна висота становить 71 метр.
Вершини, які не відповідають топографічному критерію, були розглянуті з точки зору двох інших, більш суб'єктивних, критеріїв.
В результаті роботи групи з'явився список, що включає 82 вершини, і розширений, в який потрапило 46 вершин. Список був виданий на чотирьох мовах: німецькою, французькою, італійською та англійською .

## Основний список
Таблиця містить 82 вершини, включені UIAA в офіційний список вершин-чотиритисячників. Всі альпійські вершини-чотиритисячники розташовані на території трьох країн: Швейцарії (48 вершин), Італії (37 вершин) і Франції (24 вершини).
Першою з основного списку була підкорена вершина Дом-дю-Гуте в 1784 році. Через 2 роки Жак Бальма і Мішель Пакар здійснили сходження на найвищу вершину Альп Монблан. Остання вершина з основного списку (Гран-Пільє-д'Англь) була підкорена альпіністами Вальтером Бонатті і Т. Гоббівом в 1957 році.
Дані в таблиці відсортовані за зниженням абсолютної висоти над рівнем моря. Для застосування іншого порядку сортування натисніть на заголовок відповідного стовпця.
| №  | Назва                                                                    | Координати                                                           | Висота над рівнем моря, м | Відносна висота, м | Країна           | Масив            | Перше сходження | Зображення                                                                     |
| -- | ------------------------------------------------------------------------ | -------------------------------------------------------------------- | ------------------------- | ------------------ | ---------------- | ---------------- | --- | ------------------------------------------------------------------------------ |
| 1  | Монблан (фр. Mont Blanc)                                                 | 45°50′01″ пн. ш. 06°51′54″ сх. д. / 45.83361° пн. ш. 6.86500° сх. д. | 4810                      | 4697               | Франція Італія   | Монблан          | 8 серпня 1786 року, Ж. Бальма, М. Пакар | Південна стіна вершини Монблан                                                 |
| 2  | Монблан-де-Курмайор (фр. Mont Blanc de Courmayeur)                       | 45°49′44″ пн. ш. 06°52′10″ сх. д. / 45.82889° пн. ш. 6.86944° сх. д. | 4748                      | 18                 | Італія           | Монблан          | 20 серпня 1822 року, Ф. Кліссольд, Ж.-М., Д. і Ж. Кутьє, П.-М. Фаврет, Ж.-Б. Симон, М. Боссоне | Вершина Монблан-де-Курмайор                                                    |
| 3  | Пік Дюфур (нім. Dufourspitze, італ. Punta Dufour)                        | 45°56′13″ пн. ш. 07°52′00″ сх. д. / 45.93694° пн. ш. 7.86667° сх. д. | 4634                      | 2165               | Швейцарія        | Пеннінські Альпи | 1 серпня 1855 року, Чарльз Хадсон, Дж. Бірбек, У. Лауєнер, К. Сміт, Дж. Г. Сміт, І. та М. Цумтаугвальди | Вид на Монте-Роза і пік Дюфур                                                  |
| 4  | Норденд (нім. Nordend)                                                   | 45°56′31″ пн. ш. 07°52′12″ сх. д. / 45.94194° пн. ш. 7.87000° сх. д. | 4609                      | 94                 | Швейцарія Італія | Пеннінські Альпи | 26 серпня 1861 року, Е. Н. Бакстон, Т. Ф. Бакстон, Дж. Дж. Коуел, Біндер, М.-К. Пайот | Східна стіна вершини Норденд                                                   |
| 5  | Цумштайншпітце (нім. Zumsteinspitze, італ. Punta Zumstein)               | 45°55′56″ пн. ш. 07°52′17″ сх. д. / 45.93222° пн. ш. 7.87139° сх. д. | 4563                      | 110                | Швейцарія Італія | Пеннінські Альпи | 1 серпня 1820 року, Й. Цумштайн, Й. і Й. Н. Вінсенти, Молінатті, 7 гідів і портерів (всього 11 чоловік) | Вершина Цумштайншпітце (в центрі)                                              |
| 6  | Зігналькуппе (нім. Signalkuppe, італ. Punta Gnifetti)                    | 45°55′38″ пн. ш. 07°52′37″ сх. д. / 45.92722° пн. ш. 7.87694° сх. д. | 4554                      | 102                | Швейцарія Італія | Пеннінські Альпи | 9 серпня 1842 року, Дж. Ньїфетті, Дж. Фарінетті, К. Ферраріс, К. Гробер, Дж. Джордано, Дж. Джордано, 2 провідників                                                                                         | Вершина Зігналькуппе                                                           |
| 7  | Дом (нім. Dom)                                                           | 46°05′38″ пн. ш. 07°51′32″ сх. д. / 46.09389° пн. ш. 7.85889° сх. д. | 4545                      | 1046               | Швейцарія        | Пеннінські Альпи | 11 вересня 1858 року, Дж. Л. Девіс, І. Цумтаугвальд, Й. Креніг, І. Бранчен | Вершина Дом                                                                    |
| 8  | Ліскам Східний (нім. Lyskamm East)                                       | 45°55′21″ пн. ш. 07°50′08″ сх. д. / 45.92250° пн. ш. 7.83556° сх. д. | 4527                      | 376                | Швейцарія Італія | Пеннінські Альпи | 19 серпня 1891 року, Дж. Ф. Харді, У. У. Холл, А. К. Ремсі, А. Сібсон, Т. Реннісон, Дж. А. Хадсон, К. Х. Пілкінгтон, Р. М. Стівенсон, Ф. Й. Лохматтер, Й.-П. Кечет, К. Керр, С. Цумтаугвальд, Й.-М. Перрен | Вершини Ліскам Західний(справа) і Ліскам Східний(зліва)                        |
| 9  | Вайсгорн (нім. Weisshorn)                                                | 46°06′06″ пн. ш. 07°42′58″ сх. д. / 46.10167° пн. ш. 7.71611° сх. д. | 4506                      | 1189               | Швейцарія        | Пеннінські Альпи | 19 серпня 1861 року, Дж. Тіндаль, І. Й. Беннен, У. Венгер | Східна сторона вершини Вайсгорн                                                |
| 10 | Тешгорн (нім. Täschhorn)                                                 | 46°05′00″ пн. ш. 07°51′26″ сх. д. / 46.08333° пн. ш. 7.85722° сх. д. | 4491                      | 210                | Швейцарія        | Пеннінські Альпи | 30 липня 1862 року, Дж. Л. Девіс, Дж. У. Хейуорд, П.-Й. Зуммерматтер, С. та І. Цумтаугвальди | Вершина Тешгорн                                                                |
| 11 | Ліскам Західний (нім. Lyskamm West)                                      | 45°55′35″ пн. ш. 07°49′24″ сх. д. / 45.92639° пн. ш. 7.82333° сх. д. | 4479                      | 62                 | Швейцарія Італія | Пеннінські Альпи | 19 серпня 1891 року, Дж. Ф. Харді, У. У. Холл, А. К. Ремсі, А. Сібсон, Т. Реннісон, Дж. А. Хадсон, К. Х. Пілкінгтон, Р. М. Стівенсон, Ф. Й. Лохматтер, Й.-П. Кечет, К. Керр, І. Цумтаугвальд, Й.-М. Перрен | Вершини Ліскам Західний(справа) і Ліскам Східний(зліва)                        |
| 12 | Маттергорн (нім. Matterhorn)                                             | 45°58′35″ пн. ш. 07°39′32″ сх. д. / 45.97639° пн. ш. 7.65889° сх. д. | 4478                      | 1027               | Швейцарія Італія | Пеннінські Альпи | 14 липня 1865 року, Е. Вімпер, Ф. Дуглас, М. Кро, Д. Р. Хедоу, Ч. Хадсон, П. Таугвальдер-старший, П. Таугвальдер-молодший                                                                                  | Вид на Маттергорн з боку озера Ріфельзеє                                       |
| 13 | Пікко Луїджі Амедео (італ. Picco Luigi Amedeo)                           | 45°49′19″ пн. ш. 06°51′54″ сх. д. / 45.82194° пн. ш. 6.86500° сх. д. | 4469                      | 39                 | Італія           | Монблан          | 20 липня 1901 року, Дж. Б. і Дж. Ф. Гуглієрміни, Й. Брочерель | Вершина Пікко Луїджі Амедео                                                    |
| 14 | Мон-Моді (фр. Mont Maudit)                                               | 45°50′52″ пн. ш. 06°52′33″ сх. д. / 45.84778° пн. ш. 6.87583° сх. д. | 4465                      | 162                | Франція Італія   | Монблан          | 12 вересня 1878 року, Г. С. Кінг, У. Е. Девідсон, Й. Йаун, Й. вон Берген | Північна стіна вершини Мон-Моді                                                |
| 15 | Парротшпітце (нім. Parrotspitze, італ. Punta Parrot)                     | 45°55′11″ пн. ш. 07°52′16″ сх. д. / 45.91972° пн. ш. 7.87111° сх. д. | 4432                      | 136                | Швейцарія Італія | Пеннінські Альпи | 16 серпня 1863 року, М. Андерег, Ф. К. Гроув, У. Е. Халл, Р. С. Макдональд, П. Перрен, М. Вудмас | Вершина Парротшпітце                                                           |
| 16 | Дан-Бланш (фр. Dent Blanche)                                             | 46°02′03″ пн. ш. 07°36′43″ сх. д. / 46.03417° пн. ш. 7.61194° сх. д. | 4357                      | 895                | Швейцарія        | Пеннінські Альпи | 18 липня 1862 року, Т. С. Кеннеді, У. Віграм, Й. Кроніг, Ж.-Б. Круз | Північна і західна стіна вершини Дан-Бланш                                     |
| 17 | Людвігсгеге (нім. Ludwigshöhe)                                           | 45°55′00″ пн. ш. 07°51′49″ сх. д. / 45.91667° пн. ш. 7.86361° сх. д. | 4341                      | 58                 | Швейцарія Італія | Пеннінські Альпи | 25 серпня 1822 року, Л. фон Вельден з провідниками | Вершина Людвігсгеге                                                            |
| 18 | Надельгорн (нім. Nadelhorn)                                              | 46°06′32″ пн. ш. 07°51′51″ сх. д. / 46.10889° пн. ш. 7.86417° сх. д. | 4327                      | 206                | Швейцарія        | Пеннінські Альпи | 16 вересня 1858 року, Б. Епіней, Ф. Анденматтен, Ф. Зуперзаксо, І. Циммерманн | Вершина Надельгорн (в центрі)                                                  |
| 19 | Шварцгорн (нім. Schwarzhorn, італ. Corno Nero)                           | 45°54′54″ пн. ш. 07°51′45″ сх. д. / 45.91500° пн. ш. 7.86250° сх. д. | 4322                      | 42                 | Італія           | Пеннінські Альпи | 18 серпня 1873 року, М. Магліоніні, А. де Ротшильд, Е. Купелін, Н. Кнубель, П. Кнубель | Вершина Шварцгорн                                                              |
| 20 | Гран-Комбін-де-Графенер (фр. Grand Combin de Grafeneire)                 | 45°56′15″ пн. ш. 07°17′57″ сх. д. / 45.93750° пн. ш. 7.29917° сх. д. | 4314                      | 1517               | Швейцарія        | Пеннінські Альпи | 20 липня 1857 року, Ж. Брючез, Б. Феллай, М. Феллай | Вершина Гран-Комбен-де-Графенер (в центрі)                                     |
| 21 | Дом-дю-Гуте (фр. Dôme du Goûter)                                         | 45°50′34″ пн. ш. 06°50′36″ сх. д. / 45.84278° пн. ш. 6.84333° сх. д. | 4304                      | 58                 | Франція          | Монблан          | 17 вересня 1784 року, Ж.-М. Куттет, Ф. Куідет | Вершина Дом-дю-Гуте                                                            |
| 22 | Леншпітце (нім. Lenzspitze)                                              | 46°06′16″ пн. ш. 07°52′07″ сх. д. / 46.10444° пн. ш. 7.86861° сх. д. | 4294                      | 86                 | Швейцарія        | Пеннінські Альпи | 3 серпня 1882 року, В. В. Грехем, Т. Анденматтен, А. Зуперзаксо | Вершина Леншпітце (друга зліва)                                                |
| 23 | Фінстерааргорн (нім. Finsteraarhorn)                                     | 46°32′14″ пн. ш. 08°07′34″ сх. д. / 46.53722° пн. ш. 8.12611° сх. д. | 4274                      | 2280               | Швейцарія        | Бернські Альпи   | 10 серпня 1829 року, Я. Лейтхольд, І. Верен | Вершина Фінстераргорн                                                          |
| 24 | Монблан-дю-Такюль (фр. Mont Blanc du Tacul)                              | 45°51′23″ пн. ш. 06°53′16″ сх. д. / 45.85639° пн. ш. 6.88778° сх. д. | 4248                      | 219                | Франція          | Монблан          | 8 серпня 1855 року, Ч. Хадсон, Э. Ш. Кеннеді, Э. Дж. Стівенсон, К. і Дж. Гренвіль Сміти, Ч. Ейнслі, Г. К. Джоуд                                                                                            | Північна сторона вершини Монблан-дю-Такюль                                     |
| 25 | Гран-Пільє-д'Англь (фр. Grand Pilier d’Angle)                            | 45°49′40″ пн. ш. 06°52′48″ сх. д. / 45.82778° пн. ш. 6.88000° сх. д. | 4243                      | 35                 | Італія           | Монблан          | 3 серпня 1957 року, В. Бонатті, Т. Гоббі | Вершини Гран-Пілье-д’Англь (в центрі зліва) і Монблан (справа)                 |
| 26 | Штекнадельгорн (нім. Stecknadelhorn)                                     | 46°06′41″ пн. ш. 07°51′34″ сх. д. / 46.11139° пн. ш. 7.85944° сх. д. | 4241                      | 30                 | Швейцарія        | Пеннінські Альпи | 8 серпня 1887 року, Оскар Екенштейн, М. Цурбрігген | Вершина Штекнадельгорн (друга справа)                                          |
| 27 | Кастор (італ. Castore)                                                   | 45°55′15″ пн. ш. 07°47′36″ сх. д. / 45.92083° пн. ш. 7.79333° сх. д. | 4228                      | 165                | Швейцарія Італія | Пеннінські Альпи | 23 серпня 1861 року, Ф. В. Якомб, У. Метьюз, М. Кро | Вершини Поллукс (зліва) і Кастор (справа)                                      |
| 28 | Цінальротгорн (нім. Zinalrothorn)                                        | 46°03′53″ пн. ш. 07°41′24″ сх. д. / 46.06472° пн. ш. 7.69000° сх. д. | 4221                      | 471                | Швейцарія        | Пеннінські Альпи | 22 серпня 1864 року, Л. Стівен, Ф. К. Гроув, Я. Андерегг, М. Андерегг | Вершина Цінальротгорн з північно-західної сторони                              |
| 29 | Гоберґгорн (нім. Hohberghorn, Hobärghorn)                                | 46°06′45″ пн. ш. 07°51′14″ сх. д. / 46.11250° пн. ш. 7.85389° сх. д. | 4219                      | 77                 | Швейцарія        | Пеннінські Альпи | Серпень 1869 року, Р. Б. Гіфкот, Ф. Бінер, П. Перрен, П. Таугвальдер | Вершина Гоберґгорн (перша справа)                                              |
| 30 | Пірамід-Вінсент (італ. Piramide Vincent, нім. Vincentpiramid)            | 45°54′28″ пн. ш. 07°51′44″ сх. д. / 45.90778° пн. ш. 7.86222° сх. д. | 4215                      | 128                | Італія           | Пеннінські Альпи | 5 серпня 1819 року, І. Н. Вінсент, Й. Вінсент | Вершина Пірамід-Вінсент                                                        |
| 31 | Гранд-Жорас (Пуент-Вокер) (фр. Grandes Jorasses (Pointe Walker))         | 45°52′07″ пн. ш. 06°59′17″ сх. д. / 45.86861° пн. ш. 6.98806° сх. д. | 4208                      | 843                | Франція Італія   | Монблан          | 30 червня 1868 року, Г. Вокер, М. Андерег, Ж. Гранде, І. Яун | Вершина Пуент-Вокер (перша зліва)                                              |
| 32 | Альпгубель (нім. Alphubel)                                               | 46°03′46″ пн. ш. 07°51′50″ сх. д. / 46.06278° пн. ш. 7.86389° сх. д. | 4206                      | 355                | Швейцарія        | Пеннінські Альпи | 9 серпня 1860 року, Л. Стівен, Т. В. Хінчліф, М. Андерег, П. Перрен | Вершина Альпгубель                                                             |
| 33 | Рімпфішгорн (нім. Rimpfischhorn)                                         | 46°01′23″ пн. ш. 07°53′02″ сх. д. / 46.02306° пн. ш. 7.88389° сх. д. | 4199                      | 642                | Швейцарія        | Пеннінські Альпи | 9 вересня 1859 року, Л. Стівен, Р. Лівінг, М. Андерег, І. Цумтаугвальд | Вершина Рімпфішгорн                                                            |
| 34 | Алечгорн (нім. Aletschhorn)                                              | 46°27′55″ пн. ш. 07°59′37″ сх. д. / 46.46528° пн. ш. 7.99361° сх. д. | 4193                      | 1015               | Швейцарія        | Бернські Альпи   | 18 червня 1859 року, Ф. Такет, І. Й. Беннен, П. Борен, В. Таіррац | Вершина Алечгорн                                                               |
| 35 | Штральгорн (нім. Strahlhorn)                                             | 46°00′48″ пн. ш. 07°54′07″ сх. д. / 46.01333° пн. ш. 7.90194° сх. д. | 4190                      | 401                | Швейцарія        | Пеннінські Альпи | 15 серпня 1854 року, Е. Й. Гренвіль, К. Сміт, Ф.-Й. Анденматтен, У. Лауєнер | Вершина Штральгорн                                                             |
| 36 | Гранд-Жорас (Пуент-Вімпер) (фр. Grandes Jorasses (Pointe Whymper))       | 45°52′06″ пн. ш. 06°59′03″ сх. д. / 45.86833° пн. ш. 6.98417° сх. д. | 4184                      | 34                 | Франція Італія   | Монблан          | 24 червня 1865 року, Е. Вімпер, М. Кро, К. Альмер, Ф. Бінер | Вершина Пуент-Вімпер (друга зліва)                                             |
| 37 | Гран-Комбен-де-Вальсоре (фр. Grand Combin de Valsorey)                   | 45°56′17″ пн. ш. 07°17′26″ сх. д. / 45.93806° пн. ш. 7.29056° сх. д. | 4184                      | 57                 | Швейцарія        | Пеннінські Альпи | 16 вересня 1872 року, Дж. Х. Іслер, Дж. Джілліоз | Вершина Гран-Комбен-де-Вальсоре (справа)                                       |
| 38 | Дан Д'Еран (фр. Dent d’Hérens)                                           | 45°58′12″ пн. ш. 07°36′18″ сх. д. / 45.97000° пн. ш. 7.60500° сх. д. | 4171                      | 692                | Швейцарія Італія | Пеннінські Альпи | 12 серпня 1863 року, Ф. К. Гроув, У. Е. Халл, Р. С. Макдональд, М. Вудмас, М. Андерег, Х.-П. Качат, П. Перрен                                                                                              | Західна стіна вершини Дан Д’Еран                                               |
| 39 | Брайтгорн Західний (нім. Breithorn W / West)                             | 45°56′31″ пн. ш. 07°44′58″ сх. д. / 45.94194° пн. ш. 7.74944° сх. д. | 4164                      | 433                | Швейцарія Італія | Пеннінські Альпи | 13 серпня 1813 року, А. Майнар, Й.-М. Кутьє, Я. Грас, Я.-Б. і Я.-Я. Еріни | Вершина Брайтгорн                                                              |
| 40 | Брайтгорн Центральний (нім. Breithorn Centrale / Central)                |                                                                      | 4159                      | 83                 | Швейцарія Італія | Пеннінські Альпи | 13 серпня 1813 року, А. Майнар, Й.-М. Кутьє, Я. Грас, Я.-Б. і Я.-Я. Еріни | Вершина Брайтгорн Центральний (в центрі)                                       |
| 41 | Юнгфрау (нім. Jungfrau)                                                  | 46°32′13″ пн. ш. 07°57′45″ сх. д. / 46.53694° пн. ш. 7.96250° сх. д. | 4158                      | 687                | Швейцарія        | Бернські Альпи   | 3 серпня 1811 року, І. Рудольф, І. Майєр, Й. Бортіс, А. Фолькер | Вершина Юнгфрау                                                                |
| 42 | Бісгорн (нім. Bishorn)                                                   | 46°07′04″ пн. ш. 07°42′53″ сх. д. / 46.11778° пн. ш. 7.71472° сх. д. | 4153                      | 120                | Швейцарія        | Пеннінські Альпи | 18 серпня 1884 року, Г. С. Барнс, Р. Чессір-Вокер, Й. Імбоден, Й. М. Чентон | Північна стіна вершини Бісгорн                                                 |
| 43 | Брайтгорн Цвіллінґе Західний (нім. Breithorn Zwillinge West)             |                                                                      | 4139                      |                    | Швейцарія Італія | Пеннінські Альпи | 16 серпня 1884 року, Дж. С. Андерсон, У. Альмер, А. Поллінгер |                                                                                |
| 44 | Гран-Комбен-де-ла-Тсесет (фр. Grand Combin de la Tsessette)              | 45°56′34″ пн. ш. 07°18′39″ сх. д. / 45.94278° пн. ш. 7.31083° сх. д. | 4135                      | 52                 | Швейцарія        | Пеннінські Альпи | 21 липня 1894 року, Е. Ф. М. Бенеке, Х. А. Кохен | Вершина Гран-Комбен-де-ла-Тсесет (зліва)                                       |
| 45 | Егюій-Верт (фр. Aiguille Verte)                                          | 45°56′05″ пн. ш. 06°58′12″ сх. д. / 45.93472° пн. ш. 6.97000° сх. д. | 4122                      | 689                | Франція          | Монблан          | 29 червня 1865 року, Е. Вімпер, К. Альмер, Ф. Бінер | Вершина Егюій-Верт (третя зліва)                                               |
| 46 | Л'Ізолє (фр. L’Isolée)                                                   | 45°51′16″ пн. ш. 06°53′27″ сх. д. / 45.85444° пн. ш. 6.89083° сх. д. | 4114                      |                    | Франція          | Монблан          | 8 липня 1925 року, А. Бланкет, А. Чарлет | Вершина Л’Ізолє (перша зліва)                                                  |
| 47 | Егюій-Бланш-де-Пьотре (фр. Aiguille Blanche de Peuterey)                 | 45°49′28″ пн. ш. 06°52′58″ сх. д. / 45.82444° пн. ш. 6.88278° сх. д. | 4112                      | 178                | Італія           | Монблан          | 31 липня 1885 року, А. Анденматтен, Г. С. Кінг, Е. Рей, А. Зуперзаксо | Північна стіна вершини Егюій-Бланш-де-Пьотре                                   |
| 48 | Гранд-Жорас (Пуент-Кро) (фр. Grandes Jorasses (Pointe Croz))             | 45°52′09″ пн. ш. 06°58′57″ сх. д. / 45.86917° пн. ш. 6.98250° сх. д. | 4110                      | 10                 | Франція Італія   | Монблан          | 24 серпня 1909 року, Е. Газенклевер, В. Клем, Ф. Кьоніг, Р. Вейценбок | Вершина Пуент-Кро (третя зліва)                                                |
| 49 | Пуент-Кармен (фр. Pointe Carmen)                                         | 45°51′16″ пн. ш. 06°53′30″ сх. д. / 45.85444° пн. ш. 6.89167° сх. д. | 4109                      |                    | Франція          | Монблан          | 13 серпня 1923 року, Брего, Шевальє, Де-Лєпіне | Вершина Пуент-Кармен (друга зліва)                                             |
| 50 | Менх (нім. Mönch)                                                        | 46°33′31″ пн. ш. 07°59′50″ сх. д. / 46.55861° пн. ш. 7.99722° сх. д. | 4107                      | 584                | Швейцарія        | Бернські Альпи   | 15 серпня 1857 року, К. Альмер, К. Кауфман, У. Кауфман, З. Поргес | Вершина Мьонх                                                                  |
| 51 | Брайтгорн Цвіллінге Східний (нім. Breithorn Zwillinge East)              |                                                                      | 4106                      |                    | Швейцарія Італія | Пеннінські Альпи | 16 серпня 1884 року, Дж. С. Андерсон, У. Альмер, А. Поллінгер |                                                                                |
| 52 | Барр-дез-Екрен (фр. Barre des Écrins)                                    | 44°55′21″ пн. ш. 06°21′36″ сх. д. / 44.92250° пн. ш. 6.36000° сх. д. | 4102                      | 2044               | Франція          | Дез-Екрен        | 25 червня 1864 року, А. В. Мур, Х. Вокер, Е. Вімпер, М. Кро, К. Альмер | Південна стіна вершини Барр-дез-Екрен                                          |
| 53 | Гранд-Рошьоз (фр. Grande Rocheuse)                                       | 45°56′04″ пн. ш. 06°58′22″ сх. д. / 45.93444° пн. ш. 6.97278° сх. д. | 4102                      | 70                 | Франція          | Монблан          | 17 вересня 1865 року, Р. Фаулер, М. Дюкроз, М. Бальма | Вершина Гранд-Рошьоз (друга зліва)                                             |
| 54 | Пуент-Медьян (фр. Pointe Médiane)                                        | 45°51′16″ пн. ш. 06°53′32″ сх. д. / 45.85444° пн. ш. 6.89222° сх. д. | 4097                      |                    | Франція          | Монблан          | 27 липня 1926 року, А. Бланкет, А. Чарлет, Я. Шобер, Девуассуд | Вершина Пуент-Медьян (третя зліва)                                             |
| 55 | Поллукс (нім. Pollux, італ. Polluce)                                     | 45°55′40″ пн. ш. 07°47′07″ сх. д. / 45.92778° пн. ш. 7.78528° сх. д. | 4092                      | 247                | Швейцарія Італія | Пеннінські Альпи | 1 серпня 1864 року, Дж. Джакот, Й.-М. Перрен, П. Таугвальдер | Вершини Поллукс (зліва) і Кастор (справа)                                      |
| 56 | Шрекгорн (нім. Schreckhorn)                                              | 46°35′24″ пн. ш. 08°07′05″ сх. д. / 46.59000° пн. ш. 8.11806° сх. д. | 4078                      | 778                | Швейцарія        | Бернські Альпи   | 16 серпня 1861 року, Л. Стівен, У. Кауфман, П. Міхель, К. Міхель | Вершина Шрекгорн                                                               |
| 57 | Брайтгорн Рочча-Нера (італ. Breithorn Roccia Nera)                       | 45°55′58″ пн. ш. 07°46′31″ сх. д. / 45.93278° пн. ш. 7.77528° сх. д. | 4075                      | 15                 | Швейцарія Італія | Пеннінські Альпи | 16 серпня 1884 року, Дж. С. Андерсон, У. Альмер, А. Поллінгер | Вершина Рочча-Нера                                                             |
| 58 | Пуент-Шобер (фр. Pointe Chaubert)                                        | 45°51′16″ пн. ш. 06°53′34″ сх. д. / 45.85444° пн. ш. 6.89278° сх. д. | 4074                      |                    | Франція          | Монблан          | 1 вересня 1925 року, А. Чарлет, Я. Шобер | Вершина Пуент-Шобер (друга справа)                                             |
| 59 | Мон-Бруйар (фр. Mont Brouillard)                                         | 45°49′03″ пн. ш. 06°51′54″ сх. д. / 45.81750° пн. ш. 6.86500° сх. д. | 4069                      | 39                 | Італія           | Монблан          | 1906 рік, К. Блодіг, О. Еккенштейн, А. Брочерель | Мон-Бруйар                                                                     |
| 60 | Гранд-Жорас (Пуент-Маргарита) (фр. Grandes Jorasses (Pointe Margherita)) | 45°52′07″ пн. ш. 06°58′39″ сх. д. / 45.86861° пн. ш. 6.97750° сх. д. | 4065                      | 50                 | Франція Італія   | Монблан          | 22 серпня 1898 року, Л. Амедео, Дж. Петья, Л. Кру, А. Олльє | Вершина Пуент-Маргарита (друга справа)                                         |
| 61 | Корн-дю-Дьябл (фр. Corne du Diable)                                      | 45°51′16″ пн. ш. 06°53′35″ сх. д. / 45.85444° пн. ш. 6.89306° сх. д. | 4064                      |                    | Франція          | Монблан          | 1 вересня 1925 року, А. Чарлет, Я. Шобер | Вершина Корн-дю-Дьябл (перша справа)                                           |
| 62 | Обер-Габельгорн (нім. Ober Gabelhorn)                                    | 46°02′18″ пн. ш. 07°40′04″ сх. д. / 46.03833° пн. ш. 7.66778° сх. д. | 4063                      | 536                | Швейцарія        | Пеннінські Альпи | 6 липня 1865 року, А. В. Мур, Х. Вокер, Я. Андерег | Вершини Обер-Габельгорн (зліва) і Велленкуппе (справа) зі сторони Ротенбодена  |
| 63 | Гран-Парадізо (італ. Gran Paradiso)                                      | 45°30′52″ пн. ш. 07°16′11″ сх. д. / 45.51444° пн. ш. 7.26972° сх. д. | 4061                      | 1879               | Італія           | Гран-Парадізо    | 4 вересня 1860 року, Дж. Дж. Коуел, В. Дундас, М.-К. Пайот, Й. Тайрраз | Вершина Гран-Парадізо                                                          |
| 64 | Егюій-де-Бьоннассе (фр. Aiguille de Bionnassay)                          | 45°50′09″ пн. ш. 06°49′05″ сх. д. / 45.83583° пн. ш. 6.81806° сх. д. | 4052                      | 160                | Франція Італія   | Монблан          | 25 липня 1865 року, Е. Н. Бакстон, Й.-П. Качат, Ф. К. Гроув, Р. С. Макдональд, М.-К. Пайот | Вершина Егюій-де-Бьоннасе                                                      |
| 65 | Пік Берніна (нім. Piz Bernina)                                           | 46°22′57″ пн. ш. 09°54′29″ сх. д. / 46.38250° пн. ш. 9.90806° сх. д. | 4049                      | 2234               | Швейцарія        | Берніна          | 13 вересня 1850 року, Й. Коац, Й. Р. Чамер, Л. Р. Чамер | Вершина Пік Берніна (зліва)                                                    |
| 66 | Великий Фішергорн (нім. Gross Fiescherhorn)                              | 46°33′05″ пн. ш. 08°03′41″ сх. д. / 46.55139° пн. ш. 8.06139° сх. д. | 4049                      | 391                | Швейцарія        | Бернські Альпи   | 23 липня 1862 року, Х. Б. Джордж, А. В. Мур, К. Альмер, У. Кауфман | Вершина Грос-Фішергорн (справа)                                                |
| 67 | Пунта-Джордані (італ. Punta Giordani)                                    | 45°54′20″ пн. ш. 07°52′06″ сх. д. / 45.90556° пн. ш. 7.86833° сх. д. | 4046                      | 6                  | Італія           | Пеннінські Альпи | 23 липня 1801 року, П. Джордани | Вершина Пунта-Джордані (справа)                                                |
| 68 | Гранд-Жорас (Пуент-Єлена) (фр. Grandes Jorasses (Pointe Elena))          | 45°52′10″ пн. ш. 06°58′56″ сх. д. / 45.86944° пн. ш. 6.98222° сх. д. | 4045                      | 10                 | Франція Італія   | Монблан          | 22 серпня 1898 року, Л. Амедео, Дж. Петья, Л. Кру, А. Олльє | Вершина Пуент-Єлена (третя справа)                                             |
| 69 | Ґрюнгорн (нім. Gross Grünhorn)                                           | 46°31′55″ пн. ш. 08°04′40″ сх. д. / 46.53194° пн. ш. 8.07778° сх. д. | 4044                      | 305                | Швейцарія        | Бернські Альпи   | 7 серпня 1865 року, Е. фон Фелленберг, П.Міхель, П. Еггер, П. Інебніт | Вершина Грюнхорн                                                               |
| 70 | Лаутерааргорн (нім. Lauteraarhorn)                                       | 46°35′00″ пн. ш. 08°07′42″ сх. д. / 46.58333° пн. ш. 8.12833° сх. д. | 4042                      | 128                | Швейцарія        | Бернські Альпи   | 8 серпня 1842 року, Ж.-П. Е. Десо, К. Жирар, А. Е. фон дер Лінт, М. Банхольцер | Вершина Лаутераргорн                                                           |
| 71 | Егюій-дю-Жарден (фр. Aiguille du Jardin)                                 | 45°56′02″ пн. ш. 06°58′33″ сх. д. / 45.93389° пн. ш. 6.97583° сх. д. | 4035                      | 37                 | Франція          | Монблан          | 1 серпня 1904 року, Е. Фонтен, Ж. Раванель, Л. Турньє | Вершина Егюій-дю-Жарден (перша зліва)                                          |
| 72 | Дюрренгорн (нім. Dürrenhorn, Dirruhorn)                                  | 46°07′11″ пн. ш. 07°50′53″ сх. д. / 46.11972° пн. ш. 7.84806° сх. д. | 4035                      | 119                | Швейцарія        | Пеннінські Альпи | 7 вересня 1879 року, А. Ф. Маммері, Ф. Імсенг, У. Пенхолл, А. Бургенер | Вершина Дюрренгорн                                                             |
| 73 | Аллалінгорн (нім. Allalinhorn)                                           | 46°02′46″ пн. ш. 07°53′41″ сх. д. / 46.04611° пн. ш. 7.89472° сх. д. | 4027                      | 265                | Швейцарія        | Пеннінські Альпи | 28 серпня 1856 року, Е. Л. Амес, Ф.-Й. Анденматтен, Імсенг | Вершина Аллалінгорн                                                            |
| 74 | Задній Фішергорн (нім. Hinter Fiescherhorn)                              | 46°32′46″ пн. ш. 08°04′05″ сх. д. / 46.54611° пн. ш. 8.06806° сх. д. | 4025                      | 102                | Швейцарія        | Бернські Альпи   | 28 липня 1885 року, Г. Ламмер, А. Лорріа | Вершина Задній Фішерхорн                                                       |
| 75 | Вайсміс (нім. Weissmies)                                                 | 46°07′40″ пн. ш. 08°00′43″ сх. д. / 46.12778° пн. ш. 8.01194° сх. д. | 4017                      | 1179               | Швейцарія        | Пеннінські Альпи | 1855 рік, Я. К. Хойсер, П. Й. Цурбрігген | Вершина Вайсміс                                                                |
| 76 | Дом-де-Рошфор (фр. Dôme de Rochefort)                                    | 45°51′51″ пн. ш. 06°58′03″ сх. д. / 45.86417° пн. ш. 6.96750° сх. д. | 4015                      | 190                | Франція Італія   | Монблан          | 12 серпня 1881 року, М.-К. Пайот, А. Пайот, Дж. Еккле | Вершина Дом-де-Рошфор (в центрі)                                               |
| 77 | Дом-де-Неж-дез-Екрен (фр. Dôme de Neige des Écrins)                      | 44°55′28″ пн. ш. 06°21′14″ сх. д. / 44.92444° пн. ш. 6.35389° сх. д. | 4015                      | 40                 | Франція          | Дез-Екрен        | 27 липня 1877 року, П. Гаспар-старший, П. Гаспар-молодший та Е. Буало-де-Кастельно | Північна стіна вершин Барр-дез-Екрена (зліва) і Дом-де-Неж-дез-Екрена (справа) |
| 78 | Дан-дю-Жеан (фр. Dent du Géant)                                          | 45°51′43″ пн. ш. 06°57′06″ сх. д. / 45.86194° пн. ш. 6.95167° сх. д. | 4013                      | 139                | Франція Італія   | Монблан          | 20 серпня 1882 року, А. Купелин, В. В. Грехем, А. Пайот | Вершина Дан-дю-Жеан (зліва)                                                    |
| 79 | Пунта-Баретті (італ. Punta Baretti)                                      | 45°48′52″ пн. ш. 06°51′48″ сх. д. / 45.81444° пн. ш. 6.86333° сх. д. | 4013                      | 56                 | Італія           | Монблан          | 28 липня 1880 року, М. Баретті, Ж.-Й. Маквіназ | Південно-західна стіна вершини Пунта-Баретті                                   |
| 80 | Лаггінгорн (нім. Lagginhorn)                                             | 46°09′25″ пн. ш. 08°00′11″ сх. д. / 46.15694° пн. ш. 8.00306° сх. д. | 4010                      | 511                | Швейцарія        | Пеннінські Альпи | 26 серпня 1856 року, Э. Л. Амес, Ф.-Й. Анденматтен, І. Й. Імсенг | Вершина Лаггінгорн                                                             |
| 81 | Егюій-де-Рошфор (фр. Aiguille de Rochefort)                              | 45°51′43″ пн. ш. 06°57′36″ сх. д. / 45.86194° пн. ш. 6.96000° сх. д. | 4001                      | 106                | Франція Італія   | Монблан          | 14 серпня 1873 року, М.-К. Пайот, А. Пайот, Дж. Еккле | Вершина Егюій-де-Рошфор                                                        |
| 82 | Ле-Друат (фр. Les Droites)                                               | 45°55′59″ пн. ш. 06°59′21″ сх. д. / 45.93306° пн. ш. 6.98917° сх. д. | 4000                      | 204                | Франція          | Монблан          | 7 серпня 1876 року, Т. Міддлмор, Я. О. Монд, А. Кордьє, І. Яун, А. Маурер | Вершина Ле-Друат                                                               |

## Розширений список
Розширений список містить 46 вершин, що не потрапили в основний перелік вершин. Вони також розташовуються на території трьох країн: Швейцарії (25 вершин), Італії (19 вершин) і Франції (16 вершин).
Дані в таблиці відсортовані за зниженням абсолютної висоти над рівнем моря. Для застосування іншого порядку сортування натисніть на заголовок відповідного стовпця.
| №  | Назва | Висота над рівнем моря, м | Країна             | Масив            | Основна вершина          |
| -- | --- | ------------------------- | ------------------ | ---------------- | ------------------------ |
| 1  | Рошер-де-ла-Турнет (фр. Rochers de la Tournette)                                                         | 4677                      | Франція, Італія    | Монблан          | Монблан                  |
| 2  | Пік Дюнан (нім. Dunantspitze)                                                                            | 4632                      | Швейцарія          | Пеннінські Альпи | Пік Дюфур                |
| 3  | Гренцгіпфель (нім. Grenzgipfel)                                                                          | 4618                      | Швейцарія, Італія  | Пеннінські Альпи | Пік Дюфур                |
| 4  | Ла-Петіт-Бос (фр. La Petite Bosse)                                                                       | 4547                      | Франція, Італія    | Монблан          | Монблан                  |
| 5  | Ла-Гранд-Бос (фр. La Grande Bosse)                                                                       | 4513                      | Франція, Італія    | Монблан          | Монблан                  |
| 6  | Червіно (італ. Cervino)                                                                                  | 4476                      | Швейцарія, Італія  | Пеннінські Альпи | Маттергорн               |
| 7  | Гран-Жандарм (фр. Grand Gendarme)                                                                        | 4468                      | Швейцарія          | Пеннінські Альпи | Дом                      |
| 8  | Егюій-де-ла-Бель-Етуаль (фр. Aiguille de la Belle Etoile)                                                | 4349                      | Італія             | Монблан          | Монблан                  |
| 9  | Гран-Жандарм (фр. Grand Gendarme)                                                                        | 4331                      | Швейцарія          | Пеннінські Альпи | Вайсгорн                 |
| 10 | Пуент-Мьйоле (фр. Pointe Mieulet)                                                                        | 4287                      | Франція            | Монблан          | Мон-Моді                 |
| 11 | Ліскамназе (італ. Liskammnase)                                                                           | 4272                      | Швейцарія, Італія  | Пеннінські Альпи | Ліскам                   |
| 12 | Пуент-Байо (фр. Pointe Bayeux)                                                                           | 4258                      | Франція            | Монблан          | Дом-дю-Гуте              |
| 13 | Монблан-дю-Такюль (східна вершина) (фр. Mont Blanc du Tacul, pointe E)                                   | 4247                      | Франція            | Монблан          | Монблан-дю-Такюль        |
| 14 | Егюій-дю-Круасан (фр. Aiguille du Croissant)                                                             | 4243                      | Швейцарія          | Пеннінські Альпи | Гран-Комбін-де-Графенер  |
| 15 | Пік Тіндаль (фр. Pic Tyndall)                                                                            | 4241                      | Швейцарія, Італія  | Пеннінські Альпи | Маттергорн               |
| 16 | Пікко Муціо (італ. Picco Muzio)                                                                          | 4187                      | Швейцарія, Італія  | Пеннінські Альпи | Маттергорн               |
| 17 | Ентдеккунгсфельс (нім. Entdeckungsfels, італ. Roccia della Scoperta)                                     | 4178                      | Швейцарія          | Пеннінські Альпи | Ліскам                   |
| 18 | Бальменгорн (нім. Balmenhorn)                                                                            | 4167                      | Італія             | Пеннінські Альпи | Людвігсгеге              |
| 19 | Альпгубель (південна вершина) (нім. Alphubel Südgipfel)                                                  | 4166                      | Швейцарія          | Пеннінські Альпи | Альпгубель               |
| 20 | Дан-д'Еран-Ла-Корн (фр. Dent d'Hérens la Corne)                                                          | 4148                      | Швейцарія          | Пеннінські Альпи | Дан Д'Еран               |
| 21 | Пуент-Барнабі (фр. Pointe Burnaby)                                                                       | 4135                      | Швейцарія          | Пеннінські Альпи | Бісгорн                  |
| 22 | Альпгубель (північно-східна вершина) (нім. Alphubel Nordostgipfel)                                       | 4128                      | Швейцарія          | Пеннінські Альпи | Альпгубель               |
| 23 | Альпгубель (північна вершина) (нім. Alphubel Nordgipfel)                                                 | 4116                      | Швейцарія          | Пеннінські Альпи | Альпгубель               |
| 24 | Гран-Жандарм (фр. Grand Gendarme)                                                                        | 4108                      | Швейцарія          | Пеннінські Альпи | Рімпфішгорн              |
| 25 | Егюій-Бланш-де-Пьотре (південно-східна вершина) (фр. Grand Gendarme, pointe SE)                          | 4107                      | Італія             | Монблан          | Егюій-Бланш-де-Пьотре    |
| 26 | Пуент-де-л'Андрозас (фр. Pointe de l'Androsace)                                                          | 4107                      | Франція, Італія    | Монблан          | Мон-Моді                 |
| 27 | Егюій-Бланш-де-Пьотре (північно-західна вершина) (фр. Grand Gendarme, Pointe NW)                         | 4104                      | Італія             | Монблан          | Егюій-Бланш-де-Пьотре    |
| 28 | Гран-Жандарм (фр. Grand Gendarme)                                                                        | 4098                      | Швейцарія          | Пеннінські Альпи | Дан-Бланш                |
| 29 | Фелікгорн (нім. Felikhorn, італ. Punta Felik)                                                            | 4093                      | Швейцарія, Італія  | Пеннінські Альпи | Кастор                   |
| 30 | Гран-Жандарм (фр. Grand Gendarme)                                                                        | 4091                      | Швейцарія          | Пеннінські Альпи | Леншпітце                |
| 31 | Венген-Юнгфрау (нім. Wengen Jungfrau)                                                                    | 4089                      | Швейцарія          | Бернські Альпи   | Юнгфрау                  |
| 32 | Гран-Комбен-де-ла-Тсесет-Жандарм (південно-східна вершина) (фр. Gendarme à SE du Combin de la Tsessette) | 4088                      | Швейцарія          | Пеннінські Альпи | Гран-Комбен-де-ла-Тсесет |
| 33 | Пік Лорі (фр. Pic Lory)                                                                                  | 4086                      | Франція            | Дез-Екрен        | Барр-дез-Екрен           |
| 34 | Жандарм-Крошю (фр. Gendarme Crochu)                                                                      | 4075                      | Швейцарія, Франція | Пеннінські Альпи | Дан Д'Еран               |
| 35 | Пільє-дю-Дьябл (фр. Pilier du Diable)                                                                    | 4067                      | Франція            | Монблан          | Монблан-дю-Такюль        |
| 36 | Терцо-Піластро-дель-Коль-Моді (фр. Terzo Pilastro del Col Maudit)                                        | 4064                      | Франція            | Монблан          | Мон-Моді                 |
| 37 | Пуент-Бравес (фр. Pointe Bravais)                                                                        | 4057                      | Франція            | Монблан          | Дом-дю-Гуте              |
| 38 | Пік Еккль (фр. Pic Eccles)                                                                               | 4041                      | Італія             | Монблан          | Монблан                  |
| 39 | Л'Еполь (фр. L'Epaule)                                                                                   | 4040                      | Швейцарія, Італія  | Пеннінські Альпи | Дан Д'Еран               |
| 40 | Жандарм-дель-Коль-Моді (фр. Gendarme del Col Maudit)                                                     | 4032                      | Франція            | Монблан          | Мон-Моді                 |
| 41 | Іль-Рок (італ. Il Roc)                                                                                   | 4026                      | Італія             | Гран-Парадізо    | Гран-Парадізо            |
| 42 | Пуент-Евелін (фр. Pointe Eveline)                                                                        | 4026                      | Франція            | Монблан          | Егюій-дю-Жарден          |
| 43 | Пуент-Кру (фр. Pointe Croux)                                                                             | 4023                      | Франція            | Монблан          | Егюій-Верт               |
| 44 | Пунта-Перруккетті (італ. Punta Perrucchetti, La Spedla)                                                  | 4020                      | Швейцарія, Італія  | Берніна          | Пік Берніна              |
| 45 | Л'Еполь (фр. L'Epaule)                                                                                   | 4017                      | Швейцарія          | Пеннінські Альпи | Цінальротгорн            |
| 46 | Пітон-дез-Італьєн (фр. Piton des Italiens)                                                               | 4003                      | Франція, Італія    | Монблан          | Дом-дю-Гуте              |

## Список Блодіга
Перший список гірських вершин-чотиритисячників Альп з'явився в 1923 році. Його автором став австрійський альпініст Карл Блодіг. Список Блодіга містив 69 вершин в перших виданнях, але згодом скоротився до 59 вершин. У порівнянні зі списком UIAA, список Блодіга не містив багатьох другорядних вершин Монблану, Пеннінських Альп. Блодіг став першим альпіністом, що підкорив усі вершини зі свого списку. Останніми вершинами стали Гранд-Рошез і Егюій-дю-Жарден, сходження на які він зробив 26 і 27 липня 1932 року відповідно. На момент сходження Блодігу було 73 роки .
У 1994 році всі вершини, що містяться в списку Блодіга, були включені в основний список чотиритисячників, складений UIAA.